# From Spirits and Ghosts (Score for a Dark Christmas)
From Spirits and Ghosts (Score for a Dark Christmas) è un album in studio della cantante finlandese Tarja, pubblicato nel 2017.
Si tratta dell'ottavo disco da solista per l'artista, il secondo di musica classica e il secondo di musica natalizia.

## Tracce
1. O Come, O Come, Emmanuel – 4:56
2. Together – 3:21 (Tarja Turunen)
3. We Three Kings – 3:54 (John Henry Hopkins Jr.)
4. Deck the Halls – 2:44 (Thomas Oliphant, John Thomas, Talhaiarn)
5. Pie Jesu – 3:28
6. Amazing Grace – 4:42 (John Newton)
7. O Tannenbaum – 3:37 (Ernst Anschütz, Melchior Franck)
8. Have Yourself a Merry Little Christmas – 3:40 (Hugh Martin, Ralph Blane)
9. God Rest Ye Merry Gentlemen – 4:13
10. Feliz Navidad – 5:48 (José Feliciano)
11. What Child Is This – 4:55 (William Chatterton Dix)
12. We Wish You a Merry Christmas – 4:07